# Bistum Engativá
Das Bistum Engativá (lat.: Dioecesis Engativensis, span.: Diócesis de Engativá) ist eine in Kolumbien gelegene römisch-katholische Diözese mit Sitz im zur Stadt Bogotá gehörenden Stadtbezirk Engativá.

## Geschichte
Das Bistum Engativá wurde am 6. August 2003 durch Papst Johannes Paul II. mit der Apostolischen Konstitution Ad efficacius providendum aus Gebietsabtretungen des Erzbistums Bogotá errichtet und diesem als Suffraganbistum unterstellt. Erster Bischof wurde Héctor Luis Gutiérrez Pabón. Am 26. Juni 2015 nahm Papst Franziskus seinen Rücktritt an.

## Bischöfe
- Héctor Luis Gutiérrez Pabón, 2003–2015
- Francisco Antonio Nieto Súa, 2015–2024
- Germán Medina Acosta, seit 2024